# Macrorhynchia filamentosa
Macrorhynchia filamentosa är en nässeldjursart som först beskrevs av Jean-Baptiste Lamarck 1816.  Macrorhynchia filamentosa ingår i släktet Macrorhynchia och familjen Aglaopheniidae. Inga underarter finns listade i Catalogue of Life.